# Sandöbron
Sandöbron är en bågbro över Ångermanälven, i Kramfors kommun i Ångermanland. Den går mellan Lunde och Klockestrand, via Sandö. Den invigdes 1943, efter att en tidigare konstruktion rasat 1939 under brons färdigställande. Brons längsta spann har 264 meters spännvidd.

## Allmänt
Bron är indelad i två delsträckor ("stora" och "lilla" Sandöbron) som är 811 respektive 277 meter långa. När Sandöbron var klar var den världens längsta enspannsbro, med ett spann på 264 meter och en höjd av 48 meter över älvens vattenyta.
Bron hade fram till 1997 en mycket viktig roll som kommunikationsled, då E4:an gick över Ångermanälven här, men trafiken har minskat sedan Högakustenbron togs i bruk detta år. Bron blev då istället en del av länsväg 332.
Vid södra brofästet finns sedan 1940-talet Wästerlunds konditori. Strax intill bron finns också ett monument över de personer som omkom efter att militär öppnat eld mot ett demonstrationståg vid Ådalshändelserna 1931. På Sandö finns sedan 1982 en avtagsväg med broförbindelse till Svanö.

## Historia

### Den första bron
Skånska Cementgjuteriet antogs som entreprenör, mycket på grund av att man presenterade den billigaste lösningen i kamp med åtta andra aktörer. Byggkostnaderna beräknades till 3 318 000 kronor (motsvarar cirka 100 miljoner i 2014 års penningvärde), med en lösning med en bågbro helt gjuten i betong som skulle gjutas i en friliggande träbåge gjord av spikade förband. Den valda lösningen innebar att gjutformen kunde byggas upp på land, och sedan svängas ut över älven och fästas vid andra lands-sidan utan att behöva stödja på några fundament i flodfåran. Byggmetoden hade framgångsrikt tillämpats bland annat vid bygget av Stocksundsbron, vars spann dock var blott en tredjedel, 90 meter jämfört med Sandöbrons 264 meter.
I oktober 1938 kunde man se den enorma gjutformen av trä stödjas av 16 trätorn på stranden, där det högsta tornet var 37 meter högt. Torsdag den 18 maj 1939 svängdes gjutformen ut på sin plats som en friliggande träbåge. Byggformen fylldes sedan successivt med betong. När endast mindre delar av gjutningsarbetet återstod störtade gjutformen för spannet samman 31 augusti 1939 klockan 16:40, och 18 arbetare förolyckades. Olyckan fick dock inte så mycket uppmärksamhet, då andra världskriget inleddes följande dag.

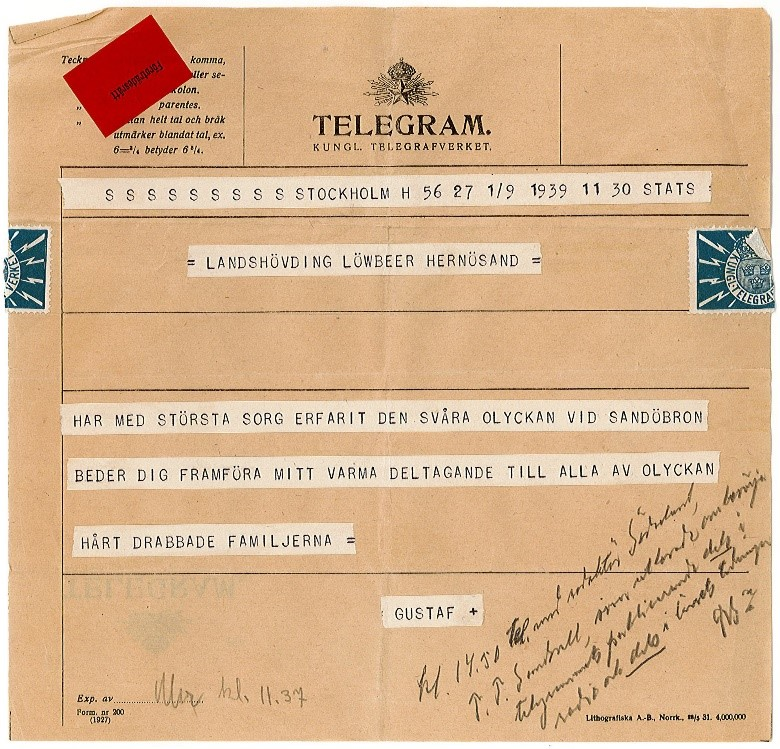
Telegram från Gustav V

Ryktesfloran kring broraset började spira direkt efter olyckan, med spekulationer om sabotage kopplade till kriget som började dagen efter, eller att ett jordskalv skulle fått bron att rasa. Den expertkommission som tillsattes av socialministern för att utreda katastrofen var dock tydlig i sin slutsats när de redovisade sin utredning i januari 1940. De ifrågasatte "lämpligheten av att över huvud taget utföra en av endast hopspikade plankor sammanfogad bågställning med så rekordmässiga mått". Enligt kommissionens beräkningar var träställningen för svag, och angav speciellt att tryckkrafterna i bågfackverkens diagonaler var för stora, eller annorlunda uttryckt hade alltför låg säkerhetsgrad mot knäckning. Däremot lyckades man inte utreda orsaken till denna feldimensionering samt ansvarsfrågan, och Socialdepartementet förklarade att frågan "inte borde föranleda någon vidare åtgärd".
Drygt 20 år efter olyckan publicerade professor Hjalmar Granholm vid Chalmers  en utredning om  möjliga orsaker till olyckan, och fastslog att den konstruktion som valts för gjutformen hade bristande stabilitet och var dömd att haverera när den fylldes med betong.

### Den andra bron
Brobygget återupptogs kort efter raset, även nu med Skånska Cementgjuteriet som entreprenör, men nu med en helt annan teknik där gjutformen stagades upp med kraftiga pelare grundlagda på fundament i älvfåran. Den nya bron invigdes den 16 juli 1943 och angavs då ha kostat cirka 5 miljoner kronor.
Betongbron ersatte den sista färjeförbindelsen på vägen Stockholm–Haparanda (som då inte hade något vägnummer) och den invigdes 16 juli 1943 av dåvarande kommunikationsministern Gustaf Andersson.
Sandöbron byggdes i en tid av framtidstro och blev ett resmål i sig. Kramfors blev stad 1947 och fick en bro i sitt stadsvapen som hänsyftning till Sandöbron. Bron var mellan 1943 och 1964, med sina 264 meter, världens största betongbro i ett spann. Brons vägbana var under flera år i dåligt skick. Efter en omfattande renovering återinvigdes bron hösten 2003 av landshövding Gerhard Larsson. Sandöbron är kulturmärkt enligt beslut från regeringen 2003.